# Редукция (лингвистика)
Реду́кция (лат. reducire — сокращать) — лингвистический термин, обозначающий ощущаемое человеческим ухом изменение звуковых характеристик речевых элементов. В языках с силовым ударением редукции подвергаются безударные элементы. В языкознании наибольшее внимание исследователей обычно приковано к описанию процесса редукции гласных, так как именно гласные являются основным слогообразующим элементом, хотя и не единственным. Редукция согласных, в том числе оглушение, также очень распространены в языках мира (русский, немецкий, английский).

## Типы редукции гласных
Различают количественную и качественную редукцию гласных. Количественная редукция — сокращение количества гласных (то есть редукция сильная, вплоть до полного устранения звука). Качественная редукция — изменение звучания, «преображение» фонемы.

### Количественная редукция гласных
Количественная редукция — сокращение времени артикуляции звука, то есть различие по долготе в зависимости от близости к ударному слогу, также отличие по длительности звучания предударных от всех заударных, например, в слове «карава́ны». При этом качество звука всё ещё можно расслышать.

### Качественная редукция гласных
Количественная редукция часто приводит к качественной, то есть звук утрачивает чёткость и переходит в нейтральный скользящий гласный шва из-за невыполнения говорящим полной артикуляторной программы безударного гласного в силу ряда причин (просторечие, быстрая речь и т. д.). В ряде языков качественная редукция звуков превращается в языковой закон, то есть принимает закономерный фонетический характер. Типичный пример — португальский язык, где безударные гласные народной латыни имеют чёткую систему перехода: [а] > [ə], [э] > [ы], [о] > [у].
Система редукции гласных в русском языке имеет смешанный качественно-количественный характер. После твёрдых согласных гласные [э], [о] и частично [ы] в безударных слогах редуцируются до [ыэ]/[ъ] и [ъ], а после мягких согласных гласные [э], [о], [а] и [и] редуцируются до [ие]/[ь]. Гласный [у] подвержен в основном количественной редукции.

### Другие случаи редукции
В ряде случаев редукции могут подвергаться целые слоги, слова, предложения. Например русское «привет» > быстрое [прет], сейчас > [щас], человек > [чеек], ходит > [хоит], ощущение > [ощщение]. Подробнее см. беглое произношение.